# 3-cloropentano
El 3-cloropentano, también llamado cloruro de 1-etilpropilo, es un compuesto orgánico de fórmula molecular C5H11Cl. Es un haloalcano lineal de cinco carbonos donde un átomo de cloro se encuentra unido al carbono central.

## Propiedades físicas y químicas
A temperatura ambiente, el 3-cloropentano es un líquido de incoloro a marrón claro y de olor aromático. Su punto de ebullición es 97,5 °C y su punto de fusión -105 °C.
Posee una densidad de 0,872 g/cm³, inferior a la del agua y semejante a la del benceno.
El valor estimado del logaritmo de su coeficiente de reparto, logP = 2,91, indica que es más soluble en disolventes apolares —como el 1-octanol— que en disolventes polares.
Su solubilidad en agua es muy baja, 251 mg/L.

## Síntesis
El 3-cloropentano se obtiene por reacción de 3-pentanol con ácido clorhídrico en presencia de cloruro de zinc anhidro.
También puede síntetizarse tratando este mismo alcohol con tricloruro de fósforo en un exceso de dimetilformamida (DMF).
Sin embargo, la reacción de 3-pentanol con cloroformo y pentacloruro de fósforo da como resultado, además de 3-cloropentano, 2,3-dicloropentano.
La clorodescarboxilación del ácido etilbutanoico por medio de N-clorosuccinimida produce 3-cloropentano con un rendimiento del 61%. El disolvente utilizado es una mezcla de dimetilformamida y ácido acético glacial.
Otra manera de conseguir 3-cloropentano es por intercambio del grupo sulfonato por cloruro: ello se lleva a cabo a partir del pentan-3-il-bencenosulfonato en tetrahidrofurano empleando cloruro de manganeso como catalizador. El rendimiento es del 72% aproximadamente.
La cloración electroquímica de pentano, llevada a cabo en un medio de ácido clorhídrico concentrado sobre grafito poroso hidrofóbico, produce los tres isómeros monoclorados de este hidrocarburo, 1-cloropentano, 2-cloropentano y 3-cloropentano; el porcentaje obtenido de este último es entre el 25% y el 30%.

## Usos
El 3-cloropentano se ha empleado en mezclas de monocloroalcanos (de entre 4 y 6 carbonos) ampliamente utilizadas en síntesis orgánica básica y como disolventes.
También puede utilizarse en la producción y purificación de 2,3,3,3-tetrafluoro-1-propeno, hidrofluoroolefina usada como refrigerante, propelente, monómero para la formación de polímeros y agente abrasivo.
Otro posible uso del 3-cloropentano es en la preparación de partículas esféricas de catalizador para la elaboración de poliolefinas.

## Precauciones
El 3-cloropentano es un producto inflamable e irritante cuyo punto de inflamabilidad es -1 °C. Sus vapores pueden formar mezclas explosivas con el aire. Es un producto nocivo si se ingiere, inhala o entra en contacto con la piel.